# Гольдберг-вариации
Исполнитель Давид Эзра Оконшар, фортепиано
| Ария, Вариации № 1 .. 9 |  |
|                         |  |
|                         |  |

| Вариации № 10 .. 22 |  |
|                     |  |
|                     |  |

| Вариации № 23 .. 30, Ария |  |
|                           |  |
|                           |  |

Проект Open Goldberg Variations, исполнитель Кимико Дуглас-Исидзака, фортепьяно
| Вариация № 1 |  |
|              |  |
|              |  |

| Вариация № 2 |  |
|              |  |
|              |  |

| Вариация № 3 |  |
|              |  |
|              |  |

| Вариация № 4 |  |
|              |  |
|              |  |

| Вариация № 5 |  |
|              |  |
|              |  |

| Вариация № 6 |  |
|              |  |
|              |  |

| Вариация № 7 |  |
|              |  |
|              |  |

| Вариация № 8 |  |
|              |  |
|              |  |

| Вариация № 9 |  |
|              |  |
|              |  |

| Вариация № 10 |  |
|               |  |
|               |  |

| Вариация № 11 |  |
|               |  |
|               |  |

| Вариация № 12 |  |
|               |  |
|               |  |

| Вариация № 13 |  |
|               |  |
|               |  |

| Вариация № 14 |  |
|               |  |
|               |  |

| Вариация № 15 |  |
|               |  |
|               |  |

| Вариация № 16 |  |
|               |  |
|               |  |

| Вариация № 17 |  |
|               |  |
|               |  |

| Вариация № 18 |  |
|               |  |
|               |  |

| Вариация № 19 |  |
|               |  |
|               |  |

| Вариация № 20 |  |
|               |  |
|               |  |

| Вариация № 21 |  |
|               |  |
|               |  |

| Вариация № 22 |  |
|               |  |
|               |  |

| Вариация № 23 |  |
|               |  |
|               |  |

| Вариация № 24 |  |
|               |  |
|               |  |

| Вариация № 25 |  |
|               |  |
|               |  |

| Вариация № 26 |  |
|               |  |
|               |  |

| Вариация № 27 |  |
|               |  |
|               |  |

| Вариация № 28 |  |
|               |  |
|               |  |

| Вариация № 29 |  |
|               |  |
|               |  |

| Вариация № 30 |  |
|               |  |
|               |  |

Го́льдберг-вариа́ции (нем. Die Goldberg-Variationen), BWV 988 — музыкальное произведение Иоганна Себастьяна Баха для клавира. Состоит из темы (названной "арией") и 30 вариаций на неё. Произведение впервые опубликовано в 1741 году как четвёртый сборник из серии «Clavier-Übung» (упражнения для клавира).

## История создания
Считается, что вариации были написаны по заказу российского посланника в Саксонии Германа Карла фон Кейзерлинга, покровительствовавшего Баху, и получили название по имени личного музыканта Кейзерлинга, клавесиниста Иоганна Готлиба Гольдберга.
Несмотря на то, что документального подтверждения эта версия не имеет, в музыковедении принято считать установленным, что юный Гольдберг в конце 1730-х гг. учился у Баха (об этом говорит сходство ранних кантат Гольдберга с композициями Баха), а затем у его старшего сына Вильгельма Фридемана.
Версию о том, что вариации были написаны для ночного музицирования в спальне дипломата, страдавшего от бессонницы, впервые изложил Иоганн Николаус Форкель в 1802 году в своей биографии Баха:
«Наличием этой модели, по которой вообще следовало бы писать все вариации (хотя по понятным причинам ни одного подобного произведения пока ещё никем не было создано), мы обязаны графу Кайзерлингу, тогдашнему российскому посланнику при дворе курфюрста Саксонского, который часто бывал в Лейпциге и привозил туда с собой […] Гольдберга, чтобы тот мог кое-чему поучиться у Баха. Граф часто хворал, и всякий раз, когда его одолевало какое-нибудь недомогание, страдал бессонницей. Гольдберг, живший у него в доме, должен был в таких случаях находиться ночью в соседней комнате и что-нибудь играть ему, дабы отвлечь его от недугов. Как-то раз граф сказал Баху, что хотел бы получить для своего Гольдберга какие-нибудь приятные клавирные пьесы, достаточно бодрые по характеру, чтоб они могли скрасить его бессонные ночи. Бах решил, что тут, пожалуй, лучше всего подойдут вариации, хотя до сих пор считал, что это дело неблагодарное — его не устраивала неизменность гармонической основы; тем не менее, эти вариации, как и всё, что он создавал в то время, получились у него великолепными: это одно из образцовых произведений музыкального искусства. Следует сказать, что им создан единственный образец такого рода. Граф называл этот цикл своими вариациями. Он никак не мог ими насладиться, и долго ещё, как только у него начиналась бессонница, он, бывало, говорил: „Любезный Гольдберг, сыграй-ка мне какую-нибудь из моих вариаций“. Бах, наверное, никогда не получал ни за одну работу такого вознаграждения, как за эту. Граф преподнёс ему золотой кубок, наполненной сотней луидоров. Но художественная ценность этих вариаций так велика, что даже если бы подарок графа был в тысячу раз дороже, этому дару всё равно было бы далеко до их действительной стоимости».
Достоверность изложенной Форкелем версии вызывает у современных ученых большие сомнения в связи со следующими обстоятельствами:
- отсутствием награвированного посвящения графу Кайзерлингу на титульном листе оригинального издания, которое непременно должно было значиться там согласно традиции времени, которой следовал и Бах в других сочинениях;
- слишком юным возрастом Гольдберга (14 лет на момент издания цикла), вынуждающим сомневаться в том, что ему было под силу справиться со столь трудным и виртуозным произведением, которое до сих пор доступно для исполнения лишь единицам даже среди состоявшихся исполнителей.

## Структура
Цикл начинается (и заканчивается) арией (двухчастная сарабанда с остинатным басом), за которой следуют тридцать вариаций, использующие 32-х тактную басовую линию арии. Каждая третья вариация (за исключением № 30, Кводлибет) является каноном с постоянно растущим интервалом от унисона до ноны.
| Названия из первого издания, в скобках рукописные дополнения из экземпляра Баха | Названия из первого издания, в скобках рукописные дополнения из экземпляра Баха |
| --- | --- |
| - Aria - Variatio 1. a 1 Clav. - Variatio 2. a 1. Clav. - Variatio 3. Canone all Unisuono à 1 Clav. - Variatio 4. à 1 Clav. - Variatio 5. a 1 ô vero 2 Clav. - Variatio 6. Canone alla Seconda a 1 Clav. - Variatio 7. à 1. ô vero 2 Clav. (al tempo di Giga) - Variatio 8. a 2 Clav. - Variatio 9. Canone alla Terza. a 1 Clav. - Variatio 10. Fugetta. a 1 Clav. - Variatio 11. a 2 Clav. - Variatio 12. Canone alla Quarta. - Variatio 13. a 2 Clav. - Variatio 14. a 2 Clav. - Variatio 15. andante. Canone alla Quinta. a 1 Clav. | - Variatio 16. a 1 Clav. Ouverture - Variatio 17. a 2 Clav. - Variatio 18. Canone alla Sexta. a 1 Clav. - Variatio 19. à 1 Clav. - Variatio 20. a 2 Clav. - Variatio 21. Canone alla Settima. - Variatio 22. a 1 Clav. alla breve - Variatio 23. a 2 Clav. - Variatio 24. Canone all Ottava a 1 Clav. - Variatio 25. a 2 Clav. («adagio») - Variatio 26. a 2 Clav. - Variatio 27. Canone alla Nona. a 2 Clav. - Variatio 28. a 2 Clav. - Variatio 29. a 1 o vero 2 Clav. - Variatio 30. a 1 Clav. Quodlibet. - Aria da Capo è Fine |

На титульной странице Бахом указан клавесин, однако цикл исполняется и на других инструментах, в том числе и на фортепьяно — что, в отличие от клавесина (инструмента с двумя мануалами), технически более сложно. Для некоторых вариаций, напр. № 8, Бах указал использование двух мануалов (a 2 Clav.), для других одного (a 1 Clav.) или одного/двух (a 1 o vero 2 Clav.).

## Упоминание в культуре
- Вариации — любимая музыка Ганнибала Лектера, которая неоднократно упоминается и звучит в произведениях о нём, включая фильм «Молчание ягнят».

Ох, эта музыка. Вариации Гольдберга. Там есть одна мелодия, в самом конце, в очень медленном темпе, очень простая и печальная, но такая щемяще прекрасная — невозможно передать ни словом, ни рисунком, ничем иным, только самой музыкой, такой удивительно красивой в лунном свете. Лунная музыка, светлая, далекая, возвышающая.— Дж. Фаулз. «Коллекционер»
- Название The Goldberg Variation носит шестой эпизод седьмого сезона телесериала «Секретные материалы».